# زائر

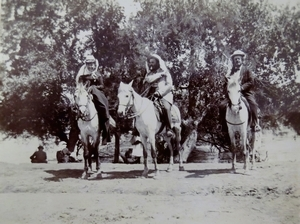
زائران مسلمان در رود اردن، نزدیکِ اریحا، در ۱۸۹۱

زائر مسافری است که در حالِ سفر به یک مکان مقدسِ دینی یا مذهبی است. به طور معمول، این سفر اغلب با پای پیاده انجام می‌شود و از اهمیت ویژه‌ای نزدِ پیروانِ آن مذهب برخوردار است.
زائری و زیارت در بسیاری از ادیان، از جمله ادیان مصر باستان، ایران در دورهٔ میترایی، هند، چین و ژاپن معمول بوده است.

## زائران دولتی و سکولار
زائران سکولار نیز تحتِ حمایتِ رژیم‌های کمونیستی وجود دارند. این زائرانِ به شدت سکولار از مکان‌هایی مانندِ آرامگاه لنین یا آرامگاه مائو زدونگ، یا محل تولد کارل مارکس زیارت کردند. چنین زائرانی گاهی اوقات تحت حمایت دولت بوده‌اند.

## زائرانِ معروف

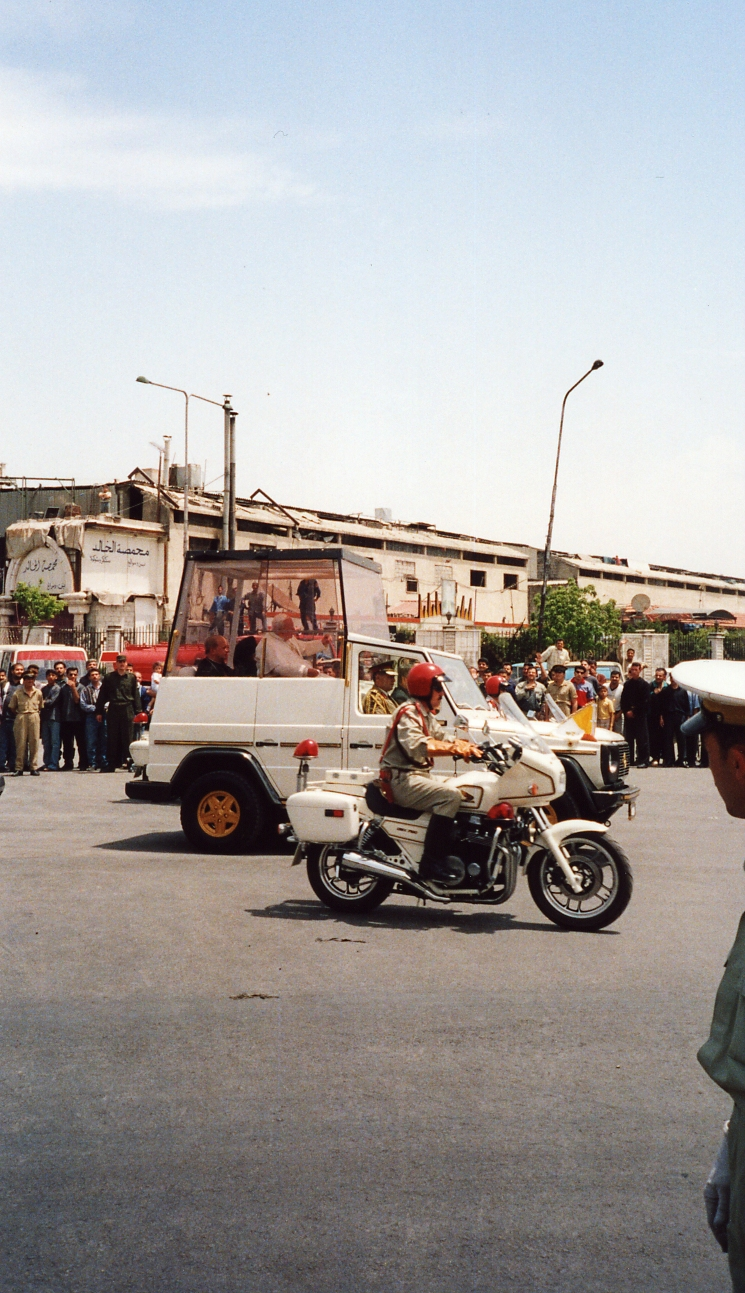
ژان پل دوم بخاطر زیارت‌هایش به پاپ زائر نیز شهره بود.

بسیاری از رهبران ملی و بین‌المللی به دلایل شخصی یا سیاسی به زیارت رفته‌اند.
- کلومبا
- ایگناتیوس لویولا
- یعقوب پسر زبدی
- یهودا هلوی
- جونیچیرو کویزومی
- ماهاتما گاندی[۳]
- مالکوم ایکس
- مانسا موسی
- زائر صلح
- پاپ ژان پل دوم
- روسلان گلایف
- دالایی لامای چهاردهم and Rangjung Rigpe Dorje
- بندیکت شانزدهم
- توما

## ادبیات زیارت
- Documentation, of a modern pilgrimage to Rome. Kerschbaum & Gattinger, Via Francigena. DVD. Vienna: Verlag EUROVIA, 2005. ISBN 3-200-00500-9